# Сентай
Сентай (яп. 戦隊) — військовий підрозділ, що часто перекладається, як «оперативний загін», «ескадрилья» або «команда». Інколи застосовуються терміни «полк» або «флотилія», але ці терміни також застосовні до більших угрупувань, ніж «сентай».

## Військовий підрозділ
У Японській імперії термін «сентай» застосовувався до позначення авіаційних та військово-морських підрозділів. В авіації Імперської армії та Імперського флоту Японії це були підрозділи еквівалентні групам чи крилам в авіації інших держав, Місце сентаїв в організаційній структурі авіації та флоту відрізнялося. Щодо корабельних з'єднань, то терміном «сентай» позначали групу з двох і більше кораблів одного класу, групу есмінців на чолі з легким крейсером, групу підводних човнів разом з флагманом — легким крейсером або плавучою базою, корабля-носія зброї нападів камікадзе, такої як кайтени, кайру чи шіньйо.

## У сучасній культурі
Цей термін використовують для позначення творів (телесеріалів, аніме і манги), що описують дії команди героїв.
Таке використання слова сентай неофіційне і питання віднесення конкретних робіт до цього жанру неоднозначне. Значна частина всіх манґ і аніме-серіалів розповідає саме про пригоди команди. Тому дехто зараховує всі такі твори до жанру сентай.
Найчастіше слово «сентай» використовується в вузькому значенні для позначення телесеріалів жанру «команда супергероїв», створених компаніями Toei Company та Bandai і трансльованих по каналу TV Asahi. Найвідомішим з таких є «Super Sentai Show». Серіали зазвичай націлені на сімейну аудиторію, гра акторів супроводжується барвистими спецефектами. Темою сентаю є боротьба добра і зла, причому зазвичай перемагає добро. Основна передумова серіалу полягає в тому, що групі, зазвичай з п'яти осіб, дарували силою чарівництва або технології суперздібності, ці люди носять різноколірні костюми та б'ються, використовуючи суперзброю та навички бойових мистецтв, проти інопланетних прибульців, що прагнуть захопити Землю.